# 존 디킨슨 (1732년)
존 디킨슨(John Dickinson, 1732년 11월 13일 ~ 1808년 2월 14일)는 미국의 변호사, 정치가로 미국 독립 전쟁에서 대륙군의 지휘관을 맡았으며, 대륙회의에서는 펜실베이니아 식민지와 델라웨어 식민지의 대표를 맡았다. 또한 같은 시기에 펜실베이니아 연방과 델라웨어 연방의 주지사를 지냈다. 디킨스는 온건파 지도자로 영국 본국과의 화해를 원했으며 독립 선언을 시기상조라고 생각했지만, 독립 후에는 이를 인정하고 연합규약의 초안 등에 힘썼다.

## 생애
1732년 11월 8일, 디킨스는 메릴랜드 식민지의 탤벗 카운티에서 담배 농장을 운영하는 가정에서 태어났다. 아버지 새뮤얼 디킨스는 1654년에 영국에서 버지니아 식민지로 이주해온 찰스 디킨스의 증손이며, 어머니 메리는 필라델피아의 부유한 퀘이커 상인의 딸이었다. 디킨슨가는 1740년에 델라웨어 식민지의 켄트 카운티로 이사했다.
디킨슨은 과외로 공부를 배워, 1750년에 필라델피아의 존 모란도에게 법률 공부를 시작했다. 디킨스는 1753년에 변호사 인가를 받아 런던의 법학원 미들 템플에서 다음 3년을 보냈다. 그리고 1757년, 디킨슨은 필라델피아에서 변호사 개업을 했다.
1770년, 디킨슨은 메리 노리스와 결혼했다. 매리는 필라델피아의 부유한 퀘이커의 딸이며, 아버지는 펜실베이니아 식민지 의회 의장 아이작 노리스였다. 디킨스는 메리와의 사이에 다섯 자녀를 낳았다.

## 저서
- 펜실베니아에 사는 한 농부의 서신(Letters from a Farmer in Pennsylvania): 타운젠드 법에 반대하는 13개 식민지주의 연합을 강조하는 서한이다. 이 서한은 다량으로 인쇄되어 많은 이들에게 전파되었고, 여기서 '노예들'이란 표현을 사용하여 자신들의 허락도 없이 영국으로부터 세금을 부과받는다고 항의하였다.[1]

## 역대 선거 결과
| 선거명        | 직책명                         | 대수 | 정당           | 득표율 | 득표수  | 결과 | 당락                 |
| ------------- | ------------------------------ | ---- | -------------- | ------ | ------- | ---- | -------------------- |
| 1781년 선거   | 델라웨어 주지사                | 5대  | 반연방주의자당 | 96.15% | 25표    | 1위  | 델라웨어 주지사 당선 |
| 1796년 선거   | 하원의원 (델라웨어 광역선거구) | 5대  | 민주공화당     | 11.49% | 10표    | 4위  | 낙선                 |
| 1800년 선거   | 하원의원 (델라웨어 광역선거구) | 7대  | 민주공화당     | 10.35% | 9표     | 4위  | 낙선                 |
| 1807년 재선거 | 하원의원 (델라웨어 광역선거구) | 10대 | 민주공화당     | 48.31% | 3,078표 | 2위  | 낙선                 |